# Пятнистые гиены
Пятнистые гие́ны (лат. Crocuta) — род млекопитающих, в который входит один современный вид пятнистая гиена и несколько вымерших видов. Род появился в среднем миоцене в тортонском веке, несколько менее 12 млн лет назад.
Родовое название Crocuta происходит от др.-греч. κροκόττᾱς — название зверя, который, якобы, водился в Индии и в Эфиопии. Мифологизированное описание этого зверя имеется у Диодора; вероятно, речь идёт о гиенах.

## Некоторые виды
- .. Пятнистая гиена (Crocuta crocuta), с вымершими подвидами
  - † Пещерная гиена — Crocuta crocuta spelaeus
  - † Crocuta crocuta intermedia
- † Crocuta dbaa Geraads, 1997 — поздний плиоцен, Марокко.
- † Crocuta dietrichi
- † Crocuta eturono — ранний плиоцен, Кения.
- † Crocuta eximia
- † Crocuta honanensis
- † Crocuta macrodonta Liu et al., 1978 — плиоцен, Китай, Ланьтянь.
- † Crocuta sivalensis